# Scinax machadoi
Scinax machadoi es una especie de anfibios de la familia Hylidae. Es endémica de Brasil.
Sus hábitats naturales incluyen bosques tropicales o subtropicales secos y a baja altitud, montanos secos, zonas de arbustos y ríos. Está amenazada de extinción por la destrucción de su hábitat natural.